# 桐野豊
桐野 豊（きりの ゆたか、1944年（昭和19年）1月22日 - ）は、日本の薬学者。薬学博士（東京大学、1972年）。東京大学名誉教授。元徳島文理大学学長。東京大学薬学部卒業。同大学大学院薬学系研究科博士課程修了。愛媛県西条市出身。

## 経歴
愛媛県西条市出身。1962年（昭和37年）、愛媛県立丹原高等学校を卒業。1967年（昭和42年）、東京大学薬学部を卒業。1972年（昭和47年）、同大学大学院薬学系研究科博士課程修了。東京大学薬学博士、論文の名は「アスコルビン酸酸化反応中間体のESRによる研究」。 
1973年（昭和48年）、カーネギーメロン大学放射線研究所のポスト・ドクトラルフェローに就任。1975年（昭和50年）、東京大学薬学部の助手に就職。1981年（昭和56年）、東京大学薬学部を講師に就任。1983年（平成5年）、東京大学薬学部の助教授に就任。
1985年（昭和60年）、九州大学薬学部の教授に就任。1993年、東京大学薬学部の教授に就任。1997年（平成9年）、東京大学大学院薬学系研究科の教授に就任。2001年、東京大学大学院薬学系研究科長兼薬学部の学部長に就任。2005年（平成17年）、東京大学副学長に就任。
2006年（平成18年）に徳島文理大学学長に就任し2018年に退官。2020年（令和2年）、瑞宝中綬章受章。
またこれまでに日本薬学会、日本生物物理学会、日本神経化学会、日本神経科学学会、日本バイオイメージング学会、日本レギュラトリーサイエンス学会などに所属。

## 著書
- 『広川物理薬科学実験講座』（1995年5月、広川書店）
- 『基礎薬学物理化学』（1997年4月、広川書店）
- 『基礎薬学物理化学スタディガイド』（1999年3月、広川書店）
- 『物理化学』（1999年9月25日、共立出版）

## 共著
- 『エッセンスERS』（1991年1月、広川書店、小沢俊彦）
- 『カルシウムシグナリング―細胞と身体のカルシウムホメオスタシス』（1997年5月、培風館、吉岡亨、工藤佳久）
- 『神経科学キーノート』（2003年9月12日、シュプリンガー・フェアラーク東京、川原茂敬、渡辺恵、松尾亮太）
- 『生物物理学ハンドブック』（2007年4月25日、朝倉書店、石渡信一、桂勲、美宅成樹）

## 栄典
- 2020年4月 - 瑞宝中綬章受章